# Réserve spéciale d'Analamerana
La réserve spéciale d’Analamerana est une aire naturelle protégée au Nord de Madagascar, dans la région de Diana. Elle est inscrite en septembre 2023 sur la liste du patrimoine mondial de l'UNESCO, au titre des forêts sèches de l'Andrefana.

## Géographie
Elle se situe entre le niveau de la mer et le plateau d'Ankarana à une altitude de 648 mètres.

## Accès
Par la route nationale No.6 de Diego Suarez sur 45 km, puis bifurquez à  Antanandrainitelo et continuez sur 20 km jusqu’à Irodo.
Le bureau de la réserve spéciale d’Analamerana se trouve à Anivorano Nord.

## Faune
Cette réserve est la seule à abriter le lémurien Propithecus perrieri, qui fait partie des 25 espèces de primates les plus menacés au monde.
Elle abrite également sept espèces d'oiseaux endémique, donc le Vanga de Van Dam (Xenopirostris damii).

## Flore
Trois espèces de baobabs se trouvent dans la réserve : Adansonia perrieri, Adansonia madagascariensis et Adansonia suarezensis.